# Syenite Flat
Koordinaten: 74° 57′ S, 163° 42′ O
Das Syenite Flat (englisch) ist eine ovale, felsige, 1,5 km lange und 1 km breite sowie 50 m hohe Ebene im südlichen Teil von Inexpressible Island vor der Scott-Küste des ostantarktischen Viktorialands.
Italienische Wissenschaftler untersuchten sie zwischen 1993 und 1994 und benannten sie 1997 nach Syenit, dem vorherrschenden Gestein der Ebene.